# Ранняя история Сингапура
К ранней истории Сингапура относится история государства до 1819 года, когда британцы установили торговое поселение на острове. До 1819 года Сингапур был известен под несколькими названиями в письменных источниках начиная уже с II века.

## Первые упоминания
Первые письменные упоминания о Сингапуре датируются II веком, когда остров был идентифицирован как торговый пост в нескольких картографических ссылках. Греческий астроном Клавдий Птолемей расположил его в районе, называемым Сабана, и определил как иностранный торговый порт в цепи подобных торговых центров, что связывали Юго-Восточную Азию с Индией и Средиземноморьем. В китайских хрониках III века он упоминается, как Пулочжун (蒲罗中) — транслитерация малайского Pulau Ujong («остров в конце»).
Есть отчёт, что в 1320 монголы послали миссию получить слонов из места под названием Лунъямэнь (龍牙門 — «Врата драконьих зубов»), который, как полагают, является гаванью Кеппель. Китайский путешественник Ван Даюань, посещая остров приблизительно в 1330, описал маленькое малайское поселение Даньмаси (淡馬錫 от малайского Tamasik), в котором было много китайских жителей. Nagarakretagama — яванское эпическое стихотворение, написанное в 1365, также упоминает поселение на острове, которое в нём называется Тумасик (от яв. Tumasik — Морской город).

## Легенда образования города
Существует легенда, по которой город основал Шри Три Буана (или Санг Нила Утама) — потомок махараджей Шривиджая. Он попал в кораблекрушение возле острова. На нём он увидел существо (Мерлайон). Спросив что это за существо, он получил ответ — лев. При нём на острове был построен Сингапур(в конце XIII века) — «Город льва».

## История развития
В XIV веке Сингапур стал самым оживлённым морским и торговым центром зоны Малаккского пролива. Раскопки в форте Каннинг доказали это. Тогда центр города находился на склонах холма, господствующего над современным Сингапуром, здесь находились храмы и общественные здания; в Нижнем городе, обнесенном палисадом и рвом, жило простое население. Раджи Сингапура вели борьбу с экспансией тайского государства и в 1349 году разгромили тайский флот. Но при радже Шри Пикраме Вире (1347—1362) город утратил независимость. Он отверг требование правителей Маджапахита о вассальной зависимости и уплате дани. Вначале раджа отбил нападение яванцев, но затем город был осажден огромной армией Маджапахита и с помощью предательства одного из вельмож взят штурмом. Процветающий центр был полностью уничтожен, а его население вырезано.
В течение последующих четырех веков остров переживал упадок, хотя время от времени на нем пытались поселиться индонезийские и малайские правители. В 1390-х потомок махараджей Шривиджайи — Парамесвара убил князя Тумасика и стал править на острове, но уже в 1398 на его городок напала армия княжества Патани. Парамесвара и его подданные вынуждены были переселиться в новую столицу — Малакку, расположенную на территории Малаккского полуострова. В последующие столетия остров находился под властью Малакки, а после её захвата португальцами в начале XVI века. — малайского султаната Джохор. В 1613 году португальские рейдеры сожгли все поселения в устье реки Сингапур и остров погрузился в мрак. В начале XIX века на нем жило всего несколько рыбацких семей.